# Trifenylfosfineoxide
Trifenylfosfineoxide of TPPO (van het Engelse Triphenylphosphine Oxide) is een organische verbinding met als brutoformule C18H15OP. De brutoformule wordt meestal afgekort tot Ph3PO. De stof komt voor als een wit kristallijn poeder, dat slecht oplosbaar is in water.

## Synthese
Trifenylfosfineoxide kan bereid worden middels de appelreactie, hoewel het als bijproduct ontstaat:
{\displaystyle {\ce {Ph3PCl2 + ROH -> Ph3PO + HCl + RCl}}}
Trifenylfosfine kan terug verkregen worden door reactie van trifenylfosfineoxide en trichloorsilaan:
{\displaystyle {\ce {Ph3PO + SiHCl3 -> PPh3 + HCl + (n-1) (OSiCl2)_{n}}}}

## Toepassingen en voorkomen
Trifenylfosfineoxide is een veelvoorkomende verbinding die ontstaat bij reactie met trifenylfosfine, zoals bijvoorbeeld de wittig-, staudinger-, mitsunobu- en appelreactie. De drijvende kracht voor deze reacties ligt bij de stevige O-P-binding en de relatieve basiciteit van het zuurstofatoom. De dubbele binding tussen fosfor en zuurstof geschiedt middels een zogenaamde pi-backbonding. TPPO wordt ook gebruikt om bepaalde stoffen te laten uitkristalliseren.

## Coördinatiechemie

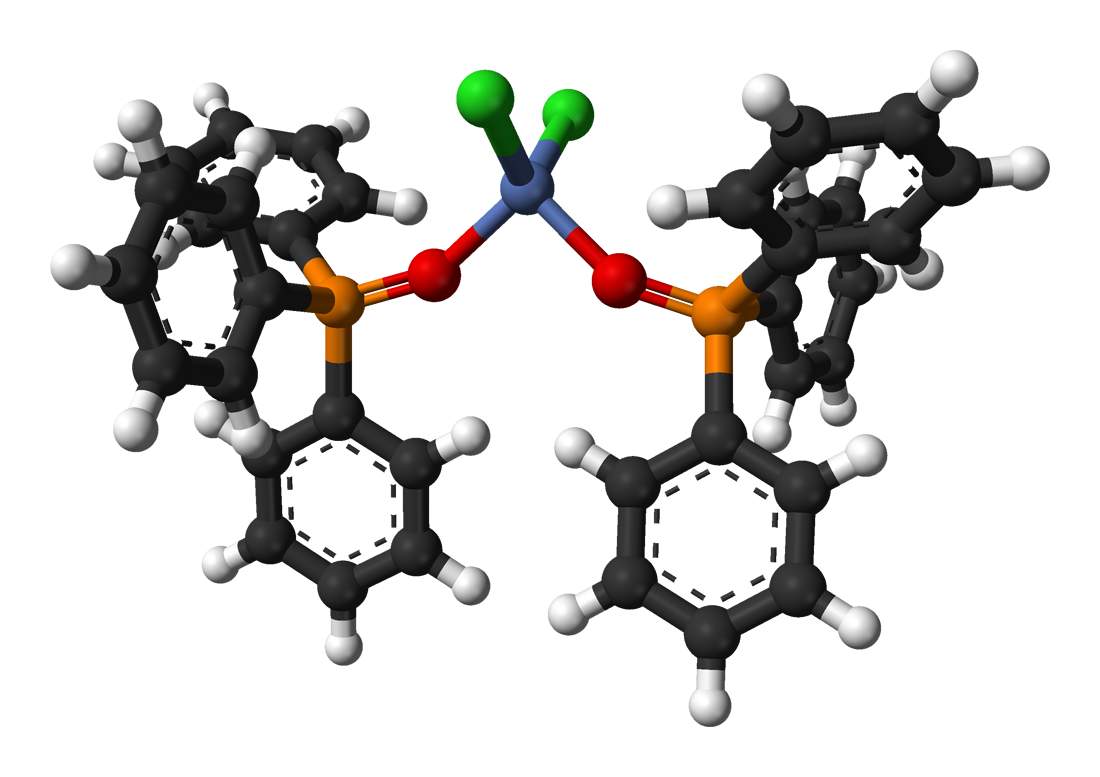
Molecuulmodel van NiCl_{2}(OPPh_{3})_{2}.

Trifenylfosfineoxide is een zeer goed ligand voor bepaalde metalen. Een typisch complex is bijvoorbeeld NiCl2(OPPh3)2.
Trifenylfosfineoxide is een veel voorkomende onzuiverheid in trifenylfosfine. De oorzaak hiervan is dat de oxidatie van trifenylfosfine met zuurstof uit de lucht gekatalyseerd wordt door talrijke metalen:
{\displaystyle {\ce {2 PPh3 + O2 -> 2 Ph3PO}}}